# 布伦哈茨豪森
布伦哈茨豪森（德語：Brunnhartshausen，發音：[bʁʊnhaʁtsˈhaʊzn̩]）是德国图林根州瓦特堡县曾经的一个市镇，面积10.65平方千米，2017年12月31日人口为348人。2019年1月1日，布伦哈茨豪森与另外5个市镇并入市镇代姆巴赫。